# Fonologija novogrčkog jezika
Fonologija modernoga grčkog jezika obuhvaća njegove glasove i načine na koje oni utječu jedni na druge. Vrlo se malo promjena dogodilo u novogrčkome u zadnjih tisućinjak godina, ali prije toga mnoge su ga promjene odvojile od antičkoga grčkog sustava glasova: redukcija broja samoglasnika, nastanak mnogih frikativa i gubitak staroga naglasnog sustava.
Ovdje je prikazana fonologija modernoga standarda, postoje mnoge razlike između njega i raznih dijalekata te drugih inačica grčkoga.

## Povijesni razvoj
Neke važnije promjene od vremena starogrčkoga jesu:
- prijelaz bezvučnih aspiranata u bezvučne frikative: /pʰ/ /tʰ/ /kʰ/ > /f/ /θ/ /x/
- promjena zvučnih ploziva u zvučne frikative: /b/ /d/ /g/ > /v/ /ð/ /ɣ/
- pojednostavljenje sustava monoftonga i diftonga:
  - /ɛː/ /y(ː)/ /eː/ /oi̯/ > /i/
  - /ai̯/ > /ɛ/
  - /au̯/ > /av/ ili /af/
  - /eu̯/ > /ɛv/ ili /ɛf/[1]
- zamjena tonskoga naglasnog sustava dinamičkim.

Ove se promjene ne pokazuju u modernome pravopisu (uz iznimku naglasnih).

## Samoglasnici
Moderni grčki ima jednostavan sustav pet samoglasnika sličan onome hrvatskome:
|               | Prednji | Srednji | Stražnji |
| ------------- | ------- | ------- | -------- |
| zatvoreni     | i       |         | u        |
| poluzatvoreni | e       |         | o        |
| otvoreni      |         | a       |          |

Glasovi /e/ i /o/ pravi su poluzatvoreni [e̞] i [o̞], dakle ponešto viši od uobičajenih /e/ i /o/, a /a/ jest [ɐ], to jest centraliziraniji od uobičajenoga /a/. Za razliku od hrvatskoga, grčki ne razlikuje duljine samoglasnika.
Samoglasnici su neznatno duži kada su naglašeni.
Nenaglašeno /i/ u dodiru s drugim samoglasnicima izgovara se slično /j/ (/mia/ > [mja], μια) ili pak uzrokuje palatalizaciju (/εlia/ > [εˈlʲa], ελιά).

### Dvoglasi i digrafi
Moderni je grčki antičke dvoglase izgubio, ali novi su nastali. Posljedica je toga da se mnogi samoglasnici mogu zapisati kao dva grafema (digrafi):
Razlika između antičkih dvoglasa koji su danas jednostavni vokali i novih vokala u dodiru i dvoglasa pokazuje se dijerezom: παϊδάκια (/paiðaca/) ima dvoglas, ali παιδάκια (/peˈðaca/) ima jednostavan samoglasnik koji se zapisuje kao dva. Dijereza nije potrebna kad je dvoglasu naglasak označen na prvome slogu (jer se inače naglasak označuije na drugome od dvaju samoglasnika): γάιδαρος se izgovara s dvoglasom /ai/, a ne samoglasnikom /e/.
Vrijedi dakle:
- ako je dvoglas naglašen, onda je prvi samoglasnik označen za naglasak, a drugi ne prima dijerezu
- ako dvoglas nije naglašen, dijereza je potrebna samo ako dvoglas izgleda kao neki od digrafa kojim se zapisuju jednostavni samoglasnici.[4]

Dvije se oznake mogu i kombinirati: ταΐζω (/taˈizo/).
Pojednostavljeno se moderan sustav može prikazati ovom tablicom gdje su jednostavni vokali predstavljeni digrafima u kurzivu, a dvoglasi podebljani:
| Slovo/slova        | Izgovor      | Primjer                                                          |
| Samoglasnici       | Samoglasnici | Samoglasnici                                                     |
| ------------------ | ------------ | ---------------------------------------------------------------- |
| α                  | [a]          | βάρκα [ˈvarka]                                                   |
| αυ                 | [av]         | αύριο [ˈavrio]                                                   |
| αυ                 | [af]         | αυτοκίνητο [aftoˈkʲinito]                                        |
| άι, άη, αϊ, αϋ     | [ai]         | τσάι [tsai] Δανάη [ðaˈnai] αϋπνία [aiˈpnia] παϊδάκι [paiˈðaʲkʲi] |
| ε αι, αί           | [e]          | μέρα [ˈmeɾa] γυναίκα [ʝiˈneka]                                   |
| ευ                 | [ev]         | Εύβοια [ˈevia] παρασκευή [paraskʲeˈvi]                           |
| ευ                 | [ef]         | ευχαριστώ [efxariˈsto]                                           |
| έι, εϊ             | [ei]         | θεϊκός [θeiˈkos] κέικ [ˈkʲeik]                                   |
| ει, η, ι οι, υ, υι | [i]          | παράνοια, [paˈrania] υγιεινή [iʝiiˈni] υιοθετώ, [ioθeˈto]        |
| ει, η, ι οι, υ, υι | [j]          | αδειάζω [aˈðjazo] πιάνο [ˈpjano]                                 |
| ηυ (katarevusa)    | [if]         | διηύθηνα [ðiˈifθina]                                             |
| ο, ω               | [o]          | πρώτος [ˈprotos]                                                 |
| όι, οϊ             | [oi]         | κορόιδο [koˈroiðo] οϊμωγή [oimoˈʝi]                              |
| ου                 | [u]          | λουλούδι, [luˈluði]                                              |
| ου                 | [w]          | ουίσκι, [ˈwiski]                                                 |

## Suglasnici
Suglasnički sustav ima tri skupine glasova o čijoj se fonemičnosti stručnjaci ne mogu usuglasiti: zvučni plozivi, palatalni glasovi i alveolarne afrikate.
Ovdje je sustav bez palatala i afrikata koji se uglavnom smatraju alofoničnima, bezvučni glasovi u stupcu su s oznakom bez., a zvučni u stupcu oznake zv.:
|             | bilabijalni | bilabijalni | labiodentalni | labiodentalni | dentalni | dentalni | alveolarni | alveolarni | velarni | velarni |
| ----------- | ----------- | ----------- | ------------- | ------------- | -------- | -------- | ---------- | ---------- | ------- | ------- |
| bez.        | zv.         | bez.        | zv.           | bez.          | zv.      | bez.     | zv.        | bez.       | zv.     |         |
| Ploziv      | p           | b           |               |               |          |          | t          | d          | k       | g       |
| Frikativ    |             |             | f             | v             | θ        | ð        | s          | z          | x       | ɣ       |
| Nazal       |             | m           |               |               |          |          |            | n          |         |         |
| Dotačnik    |             |             |               |               |          |          |            | ɾ          |         |         |
| Aproksimant |             |             |               |               |          |          |            | l          |         |         |

Zapisuju se ovako:
| Slovo/slova | Izgovor | Primjer             |
| ----------- | ------- | ------------------- |
| [m]         | μ       | μήτρα [ˈmitra]      |
| [b]         | μπ      | μπαίνω [ˈbeno]      |
| [p]         | π       | παπάς [paˈpas]      |
| [v]         | β       | βορράς [voˈras]     |
| [f]         | φ       | φέρνω [ˈferno]      |
| [n]         | ν       | Κίνα [ˈkʲina]       |
| [d]         | ντ      | ντύνω [ˈdino]       |
| [t]         | τ       | τέτανος [ˈtetanos]  |
| [ð]         | δ       | δουλειά [ðuˈlʲa]    |
| [θ]         | θ       | θύμα [ˈθima]        |
| [k]         | κ       | κάτι, [ˈkati]       |
| [ɣ]         | γ       | γάλα [ˈɣala]        |
| [x]         | χ       | χαρά [xaˈra]        |
| [l]         | λ       | λέξη [ˈlεksi]       |
| [ɾ]         | ρ       | ρύζι [ˈɾizi]        |
| [s]         | σ (-ς)  | συστήμα [siˈstima]  |
| [z]         | ζ       | καζάνι [kaˈzani]    |
| [ps]        | ψ       | ψυχή [psiˈçi]       |
| [ks]        | ξ       | εν τάξει [εnˈdaksi] |

### Zvučni plozivi
Zvučni su plozivi prenazalizirani više ili manje ovisno o kontekstu, a ponekad uopće ne. Nazalni dio, kada je prisutan, ne produljuje ploziv, stoga je prenazalizaciju najbolje prikazati ovako: [ᵐb ⁿd ᵑɡ] ili [m͡b, n͡d, ŋ͡ɡ], ovisno o duljini nazalnoga dijela. Na početku riječi i pred /r/ i /l/ rijetko su prenazalizirani, to jest izgovaraju se kao obični [b, d, g]. Zbog ovoga Grci teško razlikuju zvučne plozive, bezvučne plozive pred kojima se nalaze nazali i zvučne plozive s nazalima pred njima, primjerice /d/, /nt/ i /nd/ koji se svi zapisuju kao ντ u grčkome.

### Frikativi
Sibilanti /s/ i /z/ izgovaraju se kao [s̠] i [z̠], to jest jezik se položi između hrvatskog /s/ i /z/ te /ʃ/ i /ʒ/ (š i ž u pismu).

### Afrikate
Afrikate [t͡s] i [d͡z] mnogi lingvisti smatraju tek skupovima dvaju suglasnika, a ne pravim fonemima. Izgovaraju se slično hrvatskome c i dz u nadzor.
Primjeri su u grčkome τσάι [ˈtsai] i τζατζίκι [dzaˈdzikʲi].

### Palatalizacija
Grčki velari /k, ɡ, x, ɣ/  obvezatno se palataliziraju pred prednjim /e/ i /i/, a pred /a, o, u/ palatalizacija se samo događa kada između velara i samoglansika dolazi nenaglašeno /i/.
Glasovi /k/ i /g/ u palataliziranome obliku prikazuju se kao [c] i [ɟ] ili [kʲ] i [gʲ]. Frikativi /x/ i /ɣ/ postaju [ç] i [ʝ].
Također, palataliziraju se i /l/ i /n/: postaju [ʎ] i [ɲ].

### Nazali
Nazalni se glasovi asimiliraju po mjestu tvorbe pred opstruentima, posebno je važno to da se pred velarima slovo gama (γ), u ovoj situaciji zvana agma, rabi za prikazivanje nazala (isto vrijedi za palatale, ali oni ovdje nisu posebno navedeni):
| Slovo/slova | Izgovor      | Položaj                                                     | Primjer                                            |
| ----------- | ------------ | ----------------------------------------------------------- | -------------------------------------------------- |
| μ           | [m]          | inače                                                       | μήτρα [ˈmitra]                                     |
| μ           | [ɱ]          | pred [f] i [v]                                              | αμφιβολία [aɱfivoˈlia] έμβολο [ˈeɱvolo]            |
| ν           | [n]          | inače                                                       | Κίνα [ˈkʲina]                                      |
| ν           | [m]          | na kraju riječi pred riječima koje počinju s μ, π, μπ ili ψ | δεν πειράζει [ðembiˈrazi]                          |
| ν           | [ɱ]          | na kraju riječi pred β ili φ                                | στην Φινλανδία [stiɱfinlanˈðia]                    |
| ν           | [ŋ]          | na kraju riječi pred γκ, κ ili ξ                            | στην Κίνα [stiŋˈgʲina]                             |
| γγ          | [g] ili [ŋg] |                                                             | αγγούρι [aˈguri] ili [aŋˈguri] συγγνώμη [siɣˈnomi] |
| γκ          | [g] ili [ŋg] | αγκώνας [aˈgonas] i [aŋˈgonas]                              | αγκώνας [aˈgonas] i [aŋˈgonas]                     |
| γχ          | [ŋx]         |                                                             | σύγχρονος [ˈsiŋxronos]                             |

### Dotačnik
Rotični glas u grčkome prototipično je dotičnik [ɾ], a obično je vibrant u skupovima suglasnika [r], to jest uz suglasnike se izgovara kao u hrvatskome, a inače kraće.

### Ostale promjene
Sandhi promjene glasovne su promjene koje se događaju kada dva glasa dođu u dodir, osim nekih već spomenutih ovdje su još neke:
- nazali uzrokuju ozvučenje i preko granica riječi:

Čestice δεν i μην te akuzativni oblici zamjenica i članova τον i την ponašaju se kao dio riječi koja slijedi, tako da se τον πατέρα ('oca') izgovara kao [to(m)baˈtera], to jest kao da je riječ o skupu μπ unutar jedne riječi. Primjeri su navedeni i u gornjoj tablici: στην Κίνα [stiŋˈgʲina], a moguće je da se i skupovi glasova /ps/ i /ks/ koji se zapisuju ψ i ξ: στην ψυχή [stim bziˈçi].
- glas /s/ postaje /z/ pred zvučnim suglasnicima:

Primjer je ο γιος μου ('moj sin'), izgovara se [o'jozmu].

## Naglasak
Naglašeni se slog u novogrčkome izgovara glasnije od ostalih, radi se o dinamičkome naglasku poput onoga engleskoga ili njemačkog.
U grčkome naglasak može padati na bilo koji od zadnja tri sloga, a može razlikovati značenja riječi: νόμος 'zakon' i νομός 'okrug'. Pogrešno stavljen naglasak može jako smetati u razumijevanju.
Deklinacije i konjugacije utječu na položaj naglaska, tako ga aorist miče što bliže početku riječi: κάνω 'činim' i έκανα 'učinih'. jezik ima i puno klitika (riječi koje nemaju vlasititi naglasak pa se naslanjaju na okolne riječi, to jest dijele naglasak s njima, one koje se naslanjaju na riječi koje slijede za njima zovu se proklitike ili prednaglasnice, a one koje se naslanjaju na riječi pred njima zovu se enklitike ili zanaglasnice). Takvi su primjerice nenaglašeni oblici osobnih zamjenica ili prijedlozi.
Ako riječ ima naglasak na onome što je njoj treći slog od kraja, a za njom slijede klitike, dodaje se dodatan naglasak dva sloga dalje: φέρνοντάς το μου 'meni to donoseći' ili τα πράγματά μου 'moje stvari'.

## Završetak riječi
Sve riječi grčkoga podrijetla završavaju glasovima -ν i -ς ili samoglasnikom. Riječi koje su iz antičkoga posuđene u moderni grčki mogu završavati i na -ρ, -ξ ili -ψ, ove se najčešće pojavljuju u učenim i službenim krugovima, ali neke su i često upotrebljavane: εναλλάξ 'naizmjence'. Nadalje, prijedlozi u modernome jeziku mogu imati razne završetke: prijedlog εξ 'iz' pred suglasnicima glasi εκ.
Posuđenice mogu imati bilo koji glas na kraju: τρακ 'trema', σνίτσελ 'odrezak, šnicl' ili τσιπς 'čips'. Onomatopeje i uzvici također su izuzeti: οχ! 'oh, ah' ili γαβ! 'vau-vau'.